# 京王デハ1900形電車

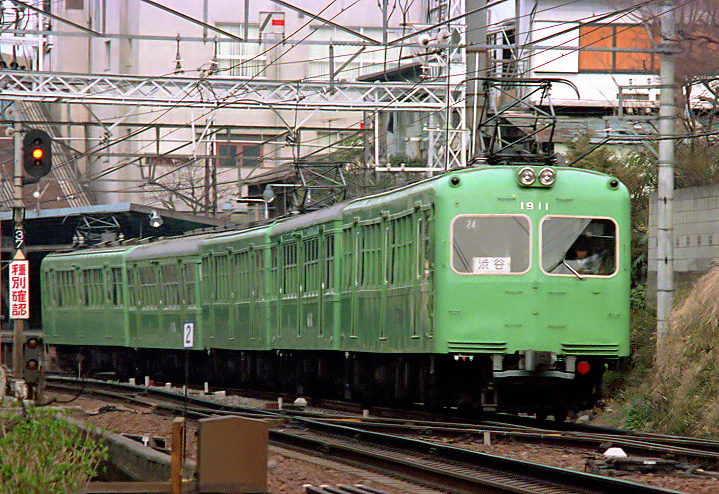
1900系（新代田駅、1978年）

京王デハ1900形電車（けいおうデハ1900がたでんしゃ）は京王帝都電鉄井の頭線で使用されていた通勤形電車である。

## 基本データ
- 形式：デハ1900形（1901 - 1913）
デハ1901 - 1905が吉祥寺向き、デハ1906 - 1913が渋谷向き。
1909・1910・1913は後に運転台を撤去し、中間電動車化された。ただし1913は運転台部分も客室化されたが、1909と1910は機器類と運客仕切りの撤去にとどまり、外観は先頭車時代と変わらなかった。
- 製造初年度：1953年
- 製造事業者：日立製作所
- 全長：18m
- 主電動機：MT-40B形（端子電圧750V時出力142kW）
- 台車：日立KBD-107形（下天秤方式ウィングばね軸箱支持+外吊り形オイルダンパー付きコイルばね）

## 概要

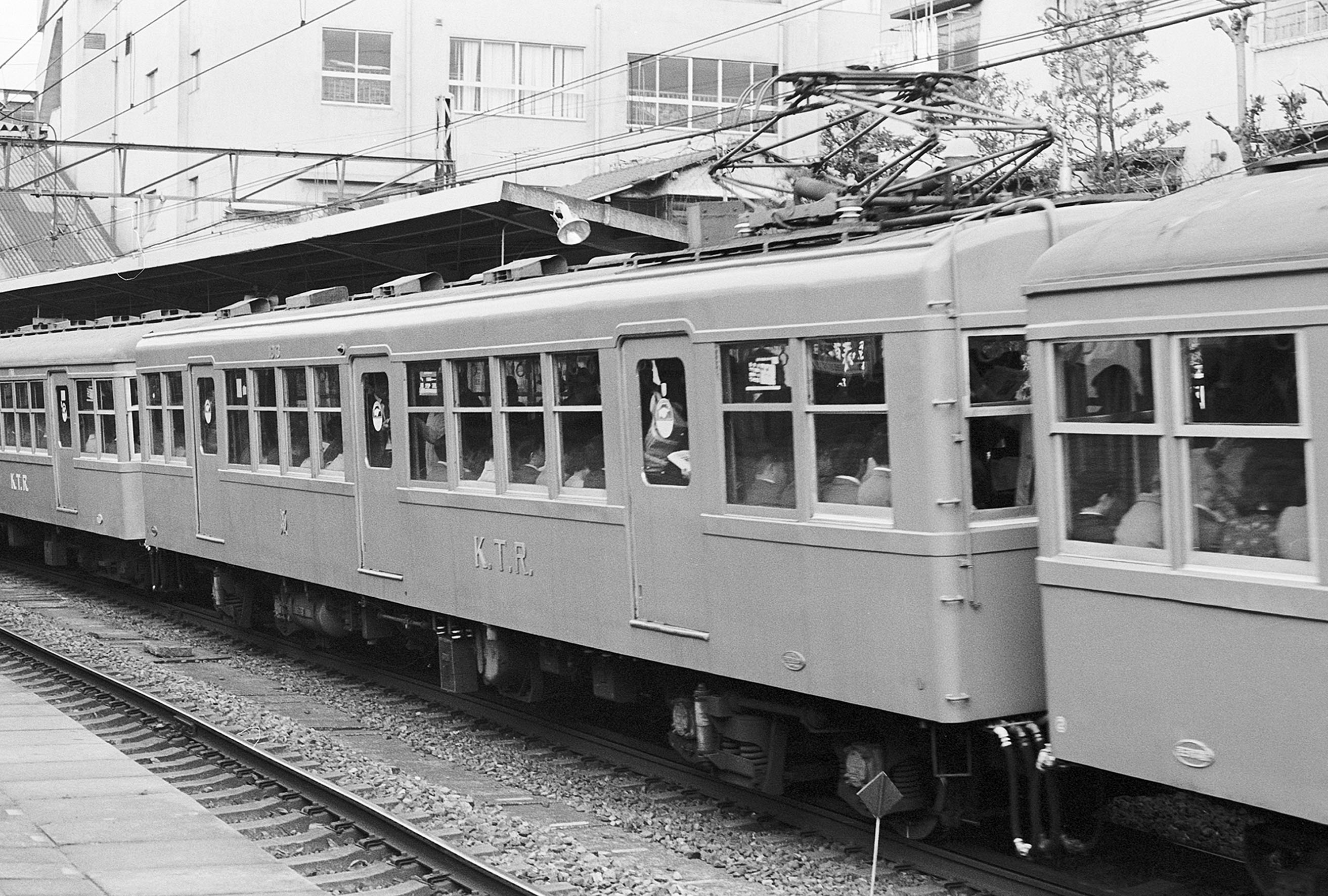
デハ1913

1953年から1954年にかけて、京王線の2700系を井の頭線向けにしたものとして、デハ1901 - 1913の13両を新造した。2700系同様、正面は二枚窓の湘南スタイルを採用し、前面窓上に尾灯が、前面下部の左右にアンチクライマーが設置されている。性能面では主電動機が1800系の新造車と同じであり、この間の経緯は国鉄80系電車の正面デザイン変更の経緯に類似している。
なお、側面は片開き3扉・片運転台だが、窓配置は2700系のd1D3D3D2でなく、1800系までと同じd1D4D4D2である。
井の頭線で使用されていたが、3000系の増備により晩年は他の旧年式車（グリーン車）同様朝ラッシュ時専用となり、1984年1月22日にさよなら運転が行われ、これを以て運用を終了し、廃車された。この時点で井の頭線から吊り掛け駆動車が消滅した（京王から吊り掛け駆動車が完全に消滅するのは5070系→5100系初期車が廃車された1989年である）。
装備されていたKBD-107台車とMT-40B形電動機は、三岐鉄道601系、総武流山電鉄1200形に再利用されたが、両社とも使用車両は既に廃車となっている。